# Emaxwell Souza de Lima
Emaxwell Souza de Lima (11 februari 1995) is een Braziliaans voetballer. De aanvaller speelt onder de naam Maxwell. Sinds 11 maart 2019 staat hij onder contract bij Kalmar FF.

## Carrière
De rechtsbenige aanvaller speelde in zijn eigen land voor verschillende clubs. Daar trok hij de aandacht van Jesper Norberg. De assistent-trainer van Kalmar FF woonde tien jaar in Brazilië en bouwde daar een aardig netwerk op. Norberg bekeek Maxwell in februari en maart 2019 een aantal keer en raakte zo overtuigd, dat besloten werd de spits naar Zweden te halen. Maxwell tekende een contract voor vier en een half jaar bij Kalmar FF. In zijn eerste seizoen wist de aanvaller echter niet te overtuigen, waarop hij in 2020 werd uitgeleend aan het Braziliaanse Cuiabá. Het jaar erop verhuurde Kalmar de aanvaller aan Sport Club do Recife en Guarani FC.